# Stanisław Gruszczyński (komunista)
Stanisław Gruszczyński, ps. Gruszka, Skowron (ur. 17 października 1902 w Dąbrowie Górniczej, zm. 28 stycznia 1965 w Żarach) – górnik, działacz komunistyczny.

## Życiorys
Podczas nauki w piątej klasie szkoły podstawowej został wyrzucony ze szkoły za udział w strajku szkolnym w 1916, po czym został górnikiem początkowo w Zagórzu, potem w Siemianowicach Śląskich. Pod koniec 1918 wrócił do Dąbrowy Górniczej, gdzie również pracował w kopalni. 1920–1921 odbył służbę wojskową w Wilnie, X 1922 został zwolniony z pracy za udział w strajku. W 1922 wstąpił do Związku Młodzieży Komunistycznej (ZMK) i Związku Zawodowego Metalowców. Od 1923 pracował w kopalni w Zagórzu, w styczniu 1924 aresztowany i na pół roku uwięziony w Będzinie za zorganizowanie strajku w kopalni. Później był technikiem okręgowym ZMK w Zagłębiu Dąbrowskim. W grudniu 1924 wyjechał do Francji i również był tam górnikiem, w 1925 nakazano mu opuścić kraj za działalność komunistyczną, po czym przeniósł się do Belgii, gdzie wstąpił do partii komunistycznej. 
W 1926 wydalony z Belgii, krótko był w Luksemburgu, po czym nielegalnie wrócił do Belgii i 1926–1930 był sekretarzem Komunistycznej Partii Belgii (KPB) w okręgach Liège, Borinage-Mons i La Louviere. XII 1930 wysłany przez władze KPB do Niemiec, III 1931 wrócił do kraju, na granicy w Zbąszyniu został aresztowany i na 2 miesiące uwięziony w Mysłowicach. Po zwolnieniu wstąpił do KPP, działacz Komitetu Okręgowego (KO) KPP w Zagłębiu, 5 XI 1931 aresztowany i skazany na 3 lata więzienia, po zwolnieniu w maju 1934 został technikiem okręgowym KPP. 1936–1938 członek Komitetu Dzielnicowego (KD) KPP w Dąbrowie Górniczej, w 1938 aresztowany i osadzony w obozie w Berezie Kartuskiej, zwolniony w sierpniu 1939. 
W 1940 wywieziony na roboty do Niemiec, do 1944 pracował w kopalniach węgla w Niemczech, potem wrócił do Zagłębia i wstąpił do PPR. Od 1945 sekretarz Komitetu Miejskiego (KM) PPR w Dąbrowie Górniczej, w grudniu 1945 delegat na I Zjazd PPR w Warszawie, od stycznia do marca 1946 II sekretarz Komitetu Powiatowego (KP) PPR w Wałbrzychu, potem w Żarach. W grudniu 1946 był współorganizatorem Zjednoczenia Węgla Brunatnego w Żarach. W kopalniach tworzył  oddziały Związku Zawodowego Górników (ZZG), 1947–1948 przewodził żarskiemu oddziałowi ZZG. W grudniu 1948 był delegatem na Kongres Zjednoczeniowy PPR i PPS w Warszawie, później pracował w żarskich zakładach gospodarczych. W 1953 usunięty z PZPR za dopuszczenie do "przestępstw gospodarczych" w jednym z zakładów, w 1958 przyjęty ponownie z zaliczeniem stażu. Konserwator w Miejskim Zakładzie Budynków Mieszkalnych, w 1960 otrzymał rentę. 

## Ordery i odznaczenia
- Krzyż Komandorski Orderu Odrodzenia Polski
- Srebrny Krzyż Zasługi (18 stycznia 1946)[1]